# Ussel (Châtillon)

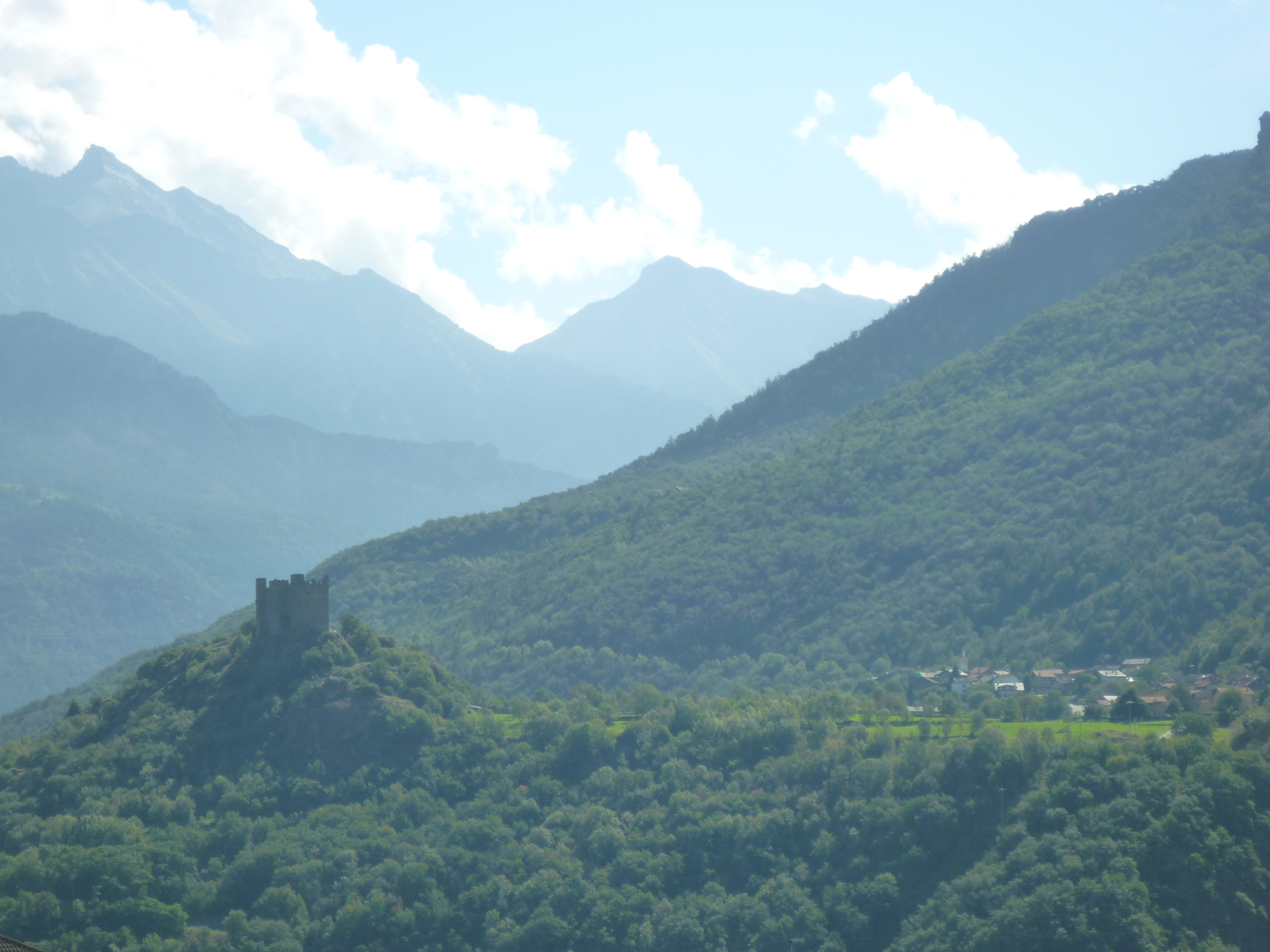
Vista di Ussel da Châtilon

Ussel (pron. fr. [ysɛl]) è una frazione del comune di Châtillon, in Valle d'Aosta, che sorge a 608 metri sul livello del mare e dista circa 2,5 Km dalla sede comunale di appartenenza.

## Architettura
Nel villaggio spiccano ancora gli elementi comunitari della civiltà alpina: la piazzetta con fontana, la cappella dedicata a San Rocco, il forno, il torchio e delle case tradizionali in buono stato. Inoltre, all'interno dei boschi di castagni e querce secolari, si possono ancora osservare le piazzole delle carbonaie, dove un tempo il legno veniva trasformato in carbone attraverso una combustione imperfetta in condizioni di scarsa ossigenazione.

## Monumenti e luoghi d'interesse
- Il castello di Ussel si trova in cima ad un costone roccioso che domina i comuni di Châtillon e Saint-Vincent. La sua posizione consentiva dunque il controllo della Dora Baltea e dell'imbocco della Valtournenche;
- La cappella di San Rocco costruita nel 1696;
- Lo Scivolo della fertilità, sopra una roccia accostata all'antica cappella di Sant'Anna, è una preziosa testimonianza archeologica. Ampiamente diffusi in zone celtiche, questi particolari scivoli fino a tempi piuttosto recenti venivano usati dalle donne desiderose di procreare e il rito consisteva nel lasciarsi scivolare su particolari rocce che col passare dei secoli sono diventate lisce lungo il tracciato utilizzato.

## Geografia fisica

### Territorio
Il territorio di Ussel è situato su un terrazzo glaciale nel versante a sud della Dora Baltea, alle pendici del mont Barbeston. La zona è ricca di cristalli di vesuviana, epidoto e granato. Il terreno è principalmente pianeggiante e costituito da pascoli utilizzati dagli allevatori. La roccia su cui sorge il castello possiede abbondanti giacimenti di ferro (magnetite) e rame, che sono stati abbondantemente sfruttati nel XVII secolo.   
Il villaggio si divide in due nuclei ben distinti: Taxard, a valle, e Crétaz (pron. Creta), più a monte, disposto attorno alla cappella di San Rocco e che, per le sue caratteristiche architettoniche, sembra essere il più antico.